# Club Universidad Nacional
Club de Fútbol Universidad Nacional A.C., cunoscut ca Pumas de la UNAM, sau simplu Pumas, este un club de fotbal din Ciudad de México, Mexic.
Pumas este unul din cele mai populare cluburi din Mexic. Echipa a câștigat de 7 ori Primera División de México și alte patru trofee internaționale.

## Lotul actual
La 12 decembrie 2024.
| Nr. |           | Poziție | Jucător                                     |
| --- | --------- | ------- | ------------------------------------------- |
| 1   | Mexic     | P       | Álex Padilla (on loan from Athletic Bilbao) |
| 2   | Mexic     | F       | Pablo Bennevendo                            |
| 3   | Mexic     | F       | Ricardo Galindo                             |
| 4   | Argentina | F       | Lisandro Magallán (captain)                 |
| 5   | Spania    | F       | Rubén Duarte                                |
| 6   | Brazilia  | F       | Nathan Silva                                |
| 7   | Mexic     | M       | Rodrigo López                               |
| 8   | Columbia  | M       | José Caicedo                                |
| 9   | Mexic     | A       | Guillermo Martínez                          |
| 10  | Argentina | M       | Leonardo Suárez                             |
| 13  | Mexic     | F       | Pablo Monroy                                |

| Nr. |           | Poziție | Jucător                                    |
| --- | --------- | ------- | ------------------------------------------ |
| 15  | Mexic     | M       | Ulises Rivas                               |
| 17  | Mexic     | M       | Jorge Ruvalcaba                            |
| 19  | Mexic     | A       | Alí Ávila (on loan from Monterrey)         |
| 20  | Mexic     | M       | Santiago Trigos                            |
| 21  | Mexic     | M       | Michell Rodríguez (on loan from Monterrey) |
| 22  | Uruguay   | F       | Robert Ergas                               |
| 23  | Argentina | A       | Ignacio Pussetto                           |
| 27  | Peru      | M       | Piero Quispe                               |
| 28  | Panama    | M       | Adalberto Carrasquilla                     |
| 29  | Mexic     | A       | Rogelio Funes Mori                         |
| 35  | Mexic     | P       | Pablo Lara                                 |